# كيلا اينو
كيلا اينو (بالفنلندية: Eino Kaila)‏ فيلسوف وعالم نفس فنلندي (1890–1958) نقد المادية الالية كما قالها هيكل واوتسفالد وراى فيها فلسفة عامية تتظاهر بحل الغاز الطبيعة والإنسان ورغم تاثره بافكار ماخ فقد ارتاى ان التصور الظواهري للفيزياء مغلوط واكد على الوجود الواقعي للذرات وفي عام 1930 عين استاذا لفلسفة النظرية في جامعة هلسنكي وتالق نجمه بوصفه أول فلاسفة فنلندا واوسع مثقفيها نفوذا وقد انشا أول مختبر لعلم النفس في فنلندا وتراس جمعيتها الفلسفية.
من مؤلفاته:
مبادئ المشاكلة المنطقية (1926)
مشكلة الاستدلال (1928)
مبحث في الفلسفة التركيبية (1928)
الوضعية المنطقية المحدثة (1930)
حول واقعية المفاهيم الفيزيائية (1942)
السببية النهائية (1956)
الواقع والتجربة (1957)